# La Cellera de Ter
La Cellera de Ter o localment simplement la Cellera, és un municipi de la comarca de la Selva. El seu terme municipal té una extensió de 14,63 km² de superfície. Més de la meitat del terme és muntanyós i forma part de la carena oriental del massís de les Guilleries. L'altra part la forma una plana fèrtil, voltada d'aigua, de poc més d'un quilòmetre d'amplada, vorejada pel Ter i la riera d'Osor. A la Cellera de Ter se celebra la festa de la matança del porc cada any.

## Geografia
- Llista de topònims de la Cellera de Ter (muntanyes, serres, collades, indrets, rius, fonts, cases, masies, esglésies, etc.).

El poble és a 166 m sobre el nivell del mar i dista 19 km de Girona, seu del bisbat, 14 km de Santa Coloma de Farners, cap del partit judicial i de comarca, 25 km d'Olot, 50 km de Vic i 102 km de Barcelona, que són les vies tradicionals de la població.
El nucli urbà és al centre de la vall, al peu de la muntanya de Puigdefrou (843 m d'altitud) que, amb la seva silueta inconfusible, és l'accident geogràfic més representatiu del poble. Tot i això, la muntanya més alta és Sant Gregori (1.088 metres d'altitud). Darrere la muntanya hi ha el Plantadís, a migjorn hi ha el Pladavall i cap al nord, el Plademunt i el Pasteral. En aquest indret, el Ter, després de travessar les Guilleries i el Collsacabra i d'omplir els pantans de Sau, de Susqueda i del Pasteral, s'amanseix tot obrint-se a les planes de les comarques gironines.
Prop de la presa del Pasteral hi ha les coves del Puig d'en Guia.
| Entitat de població | Habitants (2024) |
| la Cellera de Ter   | 1.752            |
| Pladevall           | 125              |
| Plademunt           | 79               |
| el Pasteral         | 57               |
| Font: Idescat       |                  |

### Demografia
| 1497 f | 1515 f | 1553 f | 1717 | 1787 | 1857  | 1877  | 1887  | 1900  | 1910  |
| ------ | ------ | ------ | ---- | ---- | ----- | ----- | ----- | ----- | ----- |
| 135    | 154    | 216    | 228  | 502  | 1.320 | 1.301 | 1.364 | 1.342 | 1.429 |

| 1920  | 1930  | 1940  | 1950  | 1960  | 1970  | 1981  | 1990  | 1992  | 1994  |
| ----- | ----- | ----- | ----- | ----- | ----- | ----- | ----- | ----- | ----- |
| 1.679 | 1.544 | 1.625 | 1.849 | 1.817 | 2.029 | 2.028 | 2.044 | 2.075 | 2.075 |

| 1996  | 1998  | 2000  | 2002  | 2004  | 2006  | 2008  | 2010  | 2012  | 2014  |
| ----- | ----- | ----- | ----- | ----- | ----- | ----- | ----- | ----- | ----- |
| 2.034 | 2.019 | 2.019 | 2.062 | 2.038 | 2.096 | 2.189 | 2.141 | 2.066 | 2.071 |

| 2016  | 2018  | 2020  | 2022  | 2024  | 2026 | 2028 | 2030 | 2032 | 2034 |
| ----- | ----- | ----- | ----- | ----- | ---- | ---- | ---- | ---- | ---- |
| 2.054 | 1.976 | 1.950 | 1.967 | 2.014 | -    | -    | -    | -    | -    |

## Història
Els primers habitants d'aquestes valls es remunten a l'any 100.000 aC. Al terme hi ha el jaciment de la Font del Bassi, descobert als anys setanta del segle XX i catalogat per l'Associació Arqueològica de Girona. El jaciment consta de material lític divers tallat sobre rierenc, entre els quals destaca un magnífic exemple de bifaç. Cronològicament, pertany al paleolític mitjà.
A la zona del Pasteral hi ha un sepulcre funerari del neolític, anomenat dolmen de Colldegria; al cantó, en el turó del mateix nom, hi ha restes d'un poblat ibèric tipus oppidum, i a la base del turó, als camps de Can Carreres, hi ha una necròpolis d'edat romana.
Aquesta necròpolis ja va ser documentada per Jaume Marquès i Casanova en el seu llibre d'Amer.
Aquesta zona del Pasteral-Coll de Gria té un interès didàctic elevat, ja que mostra com en el neolític vivien en coves, després passen a l'aire lliure havent-hi enterraments tant a la cova del Pasteral com al dolmen de Colldegria i finalment en època ibèrica hi ha el típic oppidum, que passa ja a no utilitzar-se en època romana, trobant al pla del Pasteral representada la zona d'enterrament al camp de Can Carreres. Molt del material d'aquesta edat va ser espoliat a mitjan segle XX pel Mestre Cicres d'Amer, i resta curosament guardada en col·leccions privades.
L'any 833 ja apareix mencionada l'església de la parròquia de Sales (avui la Cellera) com a part dels privilegis que va rebre l'abat Teodosi, del monestir de Sant Medir de Cartellà, del rei Carles el Calb.
Durant molt temps, els habitants de la vall van ser sotmesos a la batllia i jurisdicció del castell d'Anglès, regentat inicialment pels vescomtes de Cabrera i amb posterioritat pels Montcada i els Olmera. No obstant això, el poder eclesiàstic, molt important en aquella època, continuava concentrat a la parròquia de la Cellera.
No fou fins a l'any 1788, i després de no poques tibantors, que el poble de la Cellera de Ter assolí la seva independència municipal. Malauradament, el seu enclavament, clau per travessar el riu Ter, converteix la Cellera en pas obligat de regiments militars. Això converteix el municipi en escenari de batalles dins la Guerra de Separació de Catalunya, dins la Guerra del Francès, dins les Guerres Carlines fins i tot en plena Guerra Civil espanyola on és objectiu de les bombes dels Junkers alemanys.
De mica en mica el poble es va recuperant, i avui dia, amb la inauguració de la variant de la C63 i l'inici de les obres al polígon industrial, el poble veu amb il·lusió unes eines de millora per a un creixement continuat i un futur millor que el present.

## Naturalesa
Tant al Ter com a la riera, la fauna és comuna a la comarca: el barb, la bagra, la carpa i l'anguila. En els darrers anys s'han introduït espècies noves com la truita. A les voreres i a les basses hi viuen granotes i serps d'aigua, algun escurçó, visons i tortugues. Amb sort, a la muntanya hi podrem veure algun esquirol, salamandra, mostela, teixó, gat salvatge, conill, guilla o senglar.
Als marges assolellats, no és rar veure-hi serps o algun llangardaix verd. L'avifauna està molt condicionada per les aus que van i venen segons les estacions de l'any: orenetes, rossinyols, rupits, merles, cuetes... Les garses, les tórtores i els coloms són espècies en progressió igual que les gavines i els esplugabous.
L'orografia del terme fa que la vegetació sigui majoritàriament forestal. Alzina surera i arboç amb sotabosc de brucs, estepes i ginestes. A les fondalades més humides, prolifera l'alzina amb el sotabosc característic de la zona. La roureda també és present en alguns indrets, però és el castanyer, amb les seves variants de perxada i baga, que omple la major part del terme. Aquest fou introduït abans de la romanització i, provinent de l'altra banda del Mediterrani, durant anys ha estat una font de treball i riquesa gràcies a l'aprofitament que se n'ha pogut treure: castanyes, rodells, fusta, etc. A les riberes hi creixen salzes, verns, acàcies... L'orella d'os i l'herba de Sant Segimon si bé rares, no són excepcionals. També és un país de bolets, si el temps hi acompanya, segons ens va poder constatar àmpliament l'estudiós doctor Codina, fill il·lustre del poble. A la zona del Pasteral es pot trobar una curiosa planta (Pellaea calomelanos) descoberta pel doctor Joaquim Codina que només es troba aquí i a l'Àfrica.

## Patrimoni
Hi destaca l'església parroquial de Santa Maria de Sales, documentada el 833, formava part de les possessions del monestir de Sant Medir. L'any 1080 era ja parròquia, i incloïa també el castell i el terme d'Anglès, que no gaudiren de parròquia pròpia fins al 1859. Molt afectada pels terratrèmols del s. XV, de l'antic edifici romànic en resta només la base quadrada del campanar. La reconstrucció, que va durar fins al s. XVII, consistí en el canvi d'orientació i l'allargament de l'edifici per l'oest, la reforma del campanar i, finalment, la construcció de la coberta i la façana definitives. Encara al s. XIX es va aixecar la capella dedicada a la Immaculada, amb una notable volta de rajol. Les destruccions del 1936 comportaren la desaparició del retaule barroc i de la imatge romànica de la Verge, entre altres elements artístics. L'edifici és d'estructura gòtica i la façana és barroca, molt senzilla, on destaca el porxo d'accés, amb columnes de pedra i coberta de fusta recentment restaurada.
També hi ha Can Dalmau és un gran casal que també es coneix per Can Clos, ja que aquesta família, procedent de la casa homònima del Plademunt, s'emparentà amb els Dalmau i hi passà a viure. De planta irregular, l'edifici és fruit de diverses ampliacions. La part original, a la dreta, data de l'any 1601, i és una construcció de tres plantes i vessants a laterals, amb una porta de mig punt amb grans dovelles, finestres gòtiques d'arc conopial, lobulades i amb guardapols a la planta noble i una finestra amb llinda monolítica i dos lleons en relleu a les impostes a la planta baixa. A l'esquerra, perpendicular, hi ha una segona residència, aixecada entre els segles XVIII i XIX, d'estructura basilical, amb tres plantes i golfes.
L'Estació del Pasteral és l'antiga estació del carrilet Girona-Olot, que fou el punt de sortida natural dels habitants de la vall de Susqueda. És un edifici de dues plantes i teulada a quatre vessants, les obertures són totes d'arc carpanell molt rebaixat i estan emmarcades amb rajoles sobresortides. En deixar de funcionar la línia fèrria fou tancada i més tard es va reaprofitar com a escola d'art, fet que ha contribuït a la seva conservació.

## Fills il·lustres
- Sak Noel
- Josep Pujolràs, jugador professional de bàsquet
- Elsa Donaire i Malagelada, jugadora professional de bàsquet
- Joaquim Codina i Vinyes (1867-1934), metge i micòleg